# Triarii

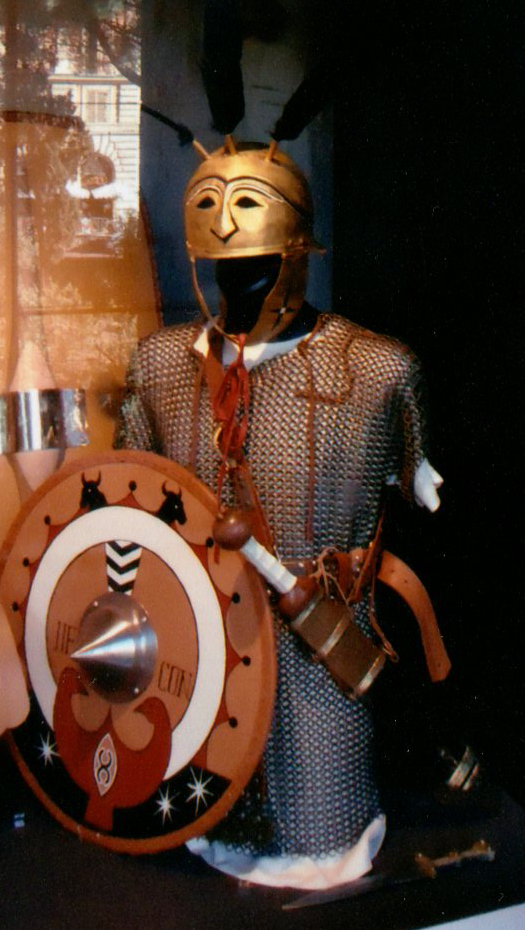
Replika uzbrojenia triariusa: kolczuga, hełm typu apulo-korynckiego, tarcza i gladius

Triarii (łac. dosł. „trzeciorzędowi”, lp triarius) – w rzymskim legionie republikańskim legioniści walczący w trzeciej linii manipułów.
Najstarsi (od ok. 30 do 46 lat) i najbardziej doświadczeni weterani stanowili linię rezerw, którą wprowadzano do walki na ogół w krytycznych momentach (stąd powiedzenie res ad triarios venit – „sprawa doszła do triariów”, „sprawa doszła do trzeciego szeregu”, będące synonimem trudnej sytuacji). Ich główne uzbrojenie różniło się od hastati i principes wyposażeniem w długą na ok. 3 m włócznię (hasta) zamiast dwóch oszczepów (pila), co zbliżało ich metody walki do greckich hoplitów. Oprócz niej wyposażeni byli w gladius (krótki miecz obosieczny) oraz tarczę, elementy charakterystyczne dla wszystkich typów legionistów. Na ich uzbrojenie ochronne składała się  głównie kolczuga (lorica hamata), hełm typu Montefortino lub apulo-koryncki, i (z czasem coraz rzadziej używane) nagolenniki. W składzie legionu republikańskiego triarii zanikli pod koniec II wieku p.n.e., gdy uzbrojenie legionistów zostało ujednolicone.
Pierwsze dotyczące ich wzmianki odnoszą się do czasów I wojny punickiej i udziału w bitwie morskiej koło przylądka Eknomos w 256 r. p.n.e.
W legionie z czasów Polibiusza (początek II w. p.n.e.) tylko triarii zachowali włócznie typu hasta, oprócz 1200 lekkozbrojnych velites, którzy jednak wraz z jeźdźcami zanikli po reformach Mariusza, zastąpieni wydzielonymi formacjami lekkiej piechoty pomocniczej oraz jazdy obcego pochodzenia (auxilia).